# Chrysomela falsa
Chrysomela falsa är en skalbaggsart som beskrevs av Brown 1956. Chrysomela falsa ingår i släktet Chrysomela och familjen bladbaggar. Inga underarter finns listade i Catalogue of Life.